# Espace Saint-Michel
L'Espace Saint-Michel est un cinéma indépendant d'Art et Essai situé au 7, place Saint-Michel dans le quartier de la Sorbonne dans le 5e arrondissement de Paris. C'est un cinéma spécialisé dans les films indépendants en général très pointus et l'un des plus vieux cinémas de Paris.

## Historique
Ce cinéma est ouvert le 22 décembre 1911 par Victor Gandon, restaurateur du Bouillon Gandon, qui reconvertit une partie de son établissement en cinéma. Les salles sont reprises en 1918 par son neveu Gaston Gérard, puis par Jean Gérard et enfin Claude Gérard, le propriétaire actuel. La salle initiale de 500 places rencontre un grand succès (le cinéma réalise en 1947 avec Le Diable au corps de Claude Autant-Lara plus de 11 000 entrées en une semaine, soit un record), mais doit être remplacée en 1981 par deux salles plus petites. L'Espace Saint-Michel évolue dans sa programmation au fil du temps pour s'orienter vers la projection de films d'auteurs français ou étrangers.
Le 23 octobre 1988, lors de la projection de La Dernière Tentation du Christ de Martin Scorsese, le cinéma est l'objet d'un incendie criminel commis lors de la séance de minuit par un groupe de personnes issues des milieux intégristes catholiques qui fit treize blessés. Le cinéma reste fermé trois ans pour rouvrir sous la même direction en octobre 1991.

## Accès
L'Espace Saint-Michel est accessible par la ligne 4 à la station Saint-Michel et la ligne B du RER à la gare de Saint-Michel - Notre-Dame.